# Nati nel 1780
| Questa pagina contiene informazioni ricavate automaticamente dalle voci biografiche con l'ausilio del template Bio e di un bot. L'aggiornamento è periodico e automatico e ricostruisce completamente la pagina. Se manca una persona in questa lista, sei pregato di non aggiungerla, ma accertati piuttosto che la sua voce biografica contenga il template Bio e che i dati anagrafici siano correttamente compilati. Se il template Bio manca, inseriscilo tu stesso o, in alternativa, metti l'avviso {{tmp\|Bio}} che ne segnala la mancanza. Se i dati riportati sono sbagliati, correggi direttamente la voce biografica; le modifiche saranno visibili in questa lista entro pochi giorni. Per chiarimenti vedi il progetto biografie. La lista contiene solo le 229 persone che sono citate nell'enciclopedia e per le quali è stato implementato correttamente il template Bio. Pagina aggiornata al 18 ago 2025. |

## Gennaio(19)
- 3 gennaio - Johann Christian Woyzeck, criminale tedesco († 1824)
- 4 gennaio - Théophile Marion Dumersan, drammaturgo e numismatico francese († 1849)
- 5 gennaio - Claire-Élisabeth Gravier de Vergennes, scrittrice e nobile francese († 1821)
- 5 gennaio - Vasilij Petrovič Obolenskij, generale russo († 1834)
- 5 gennaio - Camille Alphonse Trézel, generale francese († 1860)
- 10 gennaio - Martin Lichtenstein, medico, esploratore e zoologo tedesco († 1857)
- 10 gennaio - Pieter Christoffel Wonder, pittore olandese († 1852)
- 11 gennaio - Pietro Minghelli, pittore e decoratore italiano († 1822)
- 11 gennaio - Antoine Simonnin, drammaturgo e librettista francese († 1856)
- 12 gennaio - Wilhelm Martin Leberecht de Wette, teologo e biblista tedesco († 1849)
- 13 gennaio - Basilio Amati, scrittore italiano († 1830)
- 14 gennaio - Pierre Jean Robiquet, chimico francese († 1840)
- 15 gennaio - Hippolyte de Bouchard, militare e corsaro francese († 1837)
- 18 gennaio - Giuseppe Patania, artista italiano († 1852)
- 23 gennaio - Friedrich von Roth, giurista tedesco († 1852)
- 27 gennaio - Giuseppe Siboni, tenore e direttore di coro italiano († 1839)
- 28 gennaio - Giovanni Battista Velluti, cantante castrato italiano († 1861)
- 30 gennaio - Saverio Barbarisi, politico italiano († 1852)
- 30 gennaio - Israel Pickens, politico statunitense († 1827)

## Febbraio(15)
- 2 febbraio - Johannes van den Bosch, militare, politico e nobile olandese († 1844)
- 5 febbraio - Celidonio Errante, filologo e traduttore italiano († 1850)
- 6 febbraio - Kazimierz Roch Dmochowski, arcivescovo cattolico polacco († 1851)
- 7 febbraio - Gaspare Bernardo Pianetti, cardinale e vescovo cattolico italiano († 1862)
- 7 febbraio - Agostino Rochi, fantino italiano
- 9 febbraio - Friedrich Heinrich von der Hagen, filologo tedesco († 1856)
- 11 febbraio - Karoline von Günderrode, scrittrice tedesca († 1806)
- 13 febbraio - Lewis David de Schweinitz, botanico e micologo statunitense († 1834)
- 14 febbraio - Johann Friedrich Naumann, ornitologo e incisore tedesco († 1857)
- 18 febbraio - Aleksej Gavrilovič Venecianov, pittore, illustratore e docente russo († 1847)
- 22 febbraio - Francesco di Paola Villadicani, cardinale e arcivescovo cattolico italiano († 1861)
- 24 febbraio - Ludovico Prosseda, pittore e incisore italiano († 1860)
- 25 febbraio - John Bird Sumner, arcivescovo anglicano inglese († 1862)
- 25 febbraio - Thomas Turton, matematico e vescovo anglicano inglese († 1864)
- 27 febbraio - Giuseppe Cusi, ingegnere e architetto italiano († 1864)

## Marzo(16)
- 1º marzo - Johann von Gott Fröhlich, filologo classico e educatore tedesco († 1849)
- 6 marzo - Ignaz Franz Castelli, drammaturgo e poeta austriaco († 1862)
- 6 marzo - Fortuné Leydet, politico e militare francese († 1854)
- 7 marzo - Alexandre Deschapelles, scacchista francese († 1847)
- 7 marzo - María Tomasa de Palafox, pittrice spagnola († 1835)
- 10 marzo - Frances Trollope, scrittrice inglese († 1863)
- 11 marzo - Enrico Caetani, XII duca di Sermoneta, nobile italiano († 1850)
- 17 marzo - Thomas Chalmers, economista e religioso scozzese († 1847)
- 17 marzo - August Leopold Crelle, ingegnere e matematico tedesco († 1855)
- 18 marzo - Miloš Obrenović I di Serbia, principe serbo († 1860)
- 19 marzo - José Joaquín de Olmedo, politico e poeta ecuadoriano († 1847)
- 20 marzo - Joseph Mössmer, pittore austriaco († 1845)
- 23 marzo - Tommaso Sergiusti, politico italiano († 1852)
- 26 marzo - Julius Eduard Hitzig, scrittore tedesco († 1849)
- 29 marzo - Jørgen Jørgensen, avventuriero, agente segreto e scrittore danese († 1841)
- 30 marzo - Carlo Catinelli, militare, politico e saggista italiano († 1869)

## Aprile(11)
- 1º aprile - Luigi Gonzaga del Liechtenstein, generale austriaco († 1833)
- 7 aprile - William Ellery Channing, teologo statunitense († 1842)
- 10 aprile - Jean-Marie Léon Dufour, medico e naturalista francese († 1865)
- 16 aprile - Otto August Rühle von Lilienstern, generale prussiano († 1847)
- 18 aprile - Luigi Basiletti, pittore, architetto e storico italiano († 1859)
- 18 aprile - Charles de Steuben, pittore francese († 1856)
- 19 aprile - Wazir Ali Khan, indiano († 1817)
- 22 aprile - Enrichetta di Nassau-Weilburg, duchessa († 1857)
- 26 aprile - Édouard de Villiers du Terrage, ingegnere e archeologo francese († 1855)
- 29 aprile - Charles Nodier, scrittore e entomologo francese († 1844)
- 30 aprile - Quirico Viviani, scrittore e traduttore italiano († 1835)

## Maggio(12)
- 1º maggio - Augusta di Prussia, nobile tedesca († 1841)
- 1º maggio - Philipp Konrad Marheineke, teologo e pastore protestante tedesco († 1846)
- 2 maggio - Pietro Holl, architetto italiano († 1850)
- 5 maggio - Edward Hawkins, numismatico, antiquario e banchiere britannico († 1867)
- 5 maggio - Michele Tenore, botanico italiano († 1861)
- 7 maggio - Carlo Pisani Dossi, rivoluzionario, militare e nobile italiano († 1852)
- 10 maggio - Angelica Catalani, soprano italiano († 1849)
- 14 maggio - Jules de Polignac, nobile e politico francese († 1847)
- 20 maggio - Bernardino Rivadavia, politico argentino († 1845)
- 21 maggio - Elizabeth Fry, filantropa britannica († 1845)
- 29 maggio - Henri Braconnot, chimico francese († 1855)
- 30 maggio - Giovanni Tommaso Neuschel, arcivescovo cattolico ungherese († 1863)

## Giugno(12)
- 2 giugno - Elisabetta Manfredini, soprano italiano
- 3 giugno - Friedrich Christian Rosenthal, anatomista tedesco († 1829)
- 6 giugno - Antonio Nanula, anatomista, medico e chirurgo italiano († 1846)
- 11 giugno - Bernhard von Lindenau, astronomo e politico tedesco († 1854)
- 14 giugno - Henry Salt, diplomatico, artista e viaggiatore britannico († 1827)
- 15 giugno - Theodor Baillet-Latour, generale austriaco († 1848)
- 16 giugno - Leontij Andrianovič Gagemejster, navigatore e esploratore russo († 1833)
- 16 giugno - Karl Theodor Joseph von Gemmingen, nobile e politico tedesco († 1849)
- 16 giugno - Christian Gottlieb Kühn, scultore tedesco († 1828)
- 16 giugno - Ludwig von Welden, generale austriaco († 1853)
- 21 giugno - Thomas Hamilton, IX conte di Haddington, politico scozzese († 1858)
- 26 giugno - Nicola Blanc, imprenditore e politico italiano († 1857)

## Luglio(16)
- 1º luglio - Ludwig Philipp von Bombelles, diplomatico austriaco († 1843)
- 1º luglio - Carl von Clausewitz, generale e scrittore prussiano († 1831)
- 2 luglio - Henry Petty-Fitzmaurice, III marchese di Lansdowne, politico inglese († 1863)
- 3 luglio - Vincenzo Mistrali, politico e poeta italiano († 1846)
- 4 luglio - Rudolf von Lützow, diplomatico austriaco († 1858)
- 5 luglio - Francesco Antommarchi, medico francese († 1838)
- 5 luglio - François Victor Mérat de Vaumartoise, botanico, micologo e medico francese († 1851)
- 5 luglio - Juraj Tvrdý, presbitero e patriota slovacco († 1863)
- 11 luglio - Juan Gregorio de Las Heras, politico e militare argentino († 1866)
- 12 luglio - Juana Azurduy de Padilla, patriota e rivoluzionaria boliviana († 1862)
- 12 luglio - Luigi Porro Lambertenghi, patriota, imprenditore e politico italiano († 1860)
- 14 luglio - Sebastiano Soldati, vescovo cattolico italiano († 1849)
- 19 luglio - Bernardo Antonino Squarcina, vescovo cattolico italiano († 1851)
- 25 luglio - Christian Theodor Weinlig, musicista, compositore e insegnante tedesco († 1842)
- 27 luglio - Anastasio Bustamante, politico messicano († 1853)
- 28 luglio - Joaquina Sitchez, soprano e attrice teatrale spagnola († 1864)

## Agosto(13)
- 10 agosto - Pierre François Dejean, entomologo e militare francese († 1845)
- 10 agosto - Friedrich Joseph Haass, medico tedesco († 1853)
- 14 agosto - Carlo Gozzi, presbitero e scrittore italiano († 1846)
- 14 agosto - Gennaro Spinelli di Cariati, politico, diplomatico e militare italiano († 1851)
- 17 agosto - Ignaz Paul Vital Troxler, medico, filosofo e politico svizzero († 1866)
- 19 agosto - Pierre-Jean de Béranger, poeta e musicista francese († 1857)
- 22 agosto - Pompeo Gabrielli, militare e politico italiano († 1861)
- 25 agosto - Louis Étienne Watelet, pittore francese († 1866)
- 26 agosto - William Hoste, militare britannico († 1828)
- 29 agosto - Jean-Auguste-Dominique Ingres, pittore francese († 1867)
- 29 agosto - Richard Rush, politico statunitense († 1859)
- 31 agosto - Giorgio d'Assia, principe († 1856)
- 31 agosto - Percy Smythe, VI visconte Strangford, diplomatico britannico († 1855)

## Settembre(17)
- 3 settembre - Georg Heinrich Lünemann, filologo classico e lessicografo tedesco († 1830)
- 3 settembre - Heinrich Christian Schumacher, astronomo tedesco († 1850)
- 6 settembre - Pierre-Jacques-René Denne-Baron, scrittore francese († 1854)
- 8 settembre - Jean-Marie de La Mennais, presbitero francese († 1860)
- 8 settembre - Charles Pasley, generale e ingegnere militare britannico († 1861)
- 8 settembre - George M. Troup, politico statunitense († 1856)
- 9 settembre - Nicolò Bettoli, architetto italiano († 1854)
- 11 settembre - Domenico Cuciniello, architetto, litografo e ingegnere italiano († 1840)
- 12 settembre - Giovanni Battista Quadri, oculista italiano († 1851)
- 14 settembre - Carlo Ferdinando Galli della Loggia, militare e politico italiano († 1858)
- 15 settembre - Johann Peter Krafft, pittore e insegnante tedesco († 1856)
- 18 settembre - Francesco Pezzi, giornalista italiano († 1831)
- 20 settembre - Giuseppe Albini, ammiraglio e politico italiano († 1859)
- 24 settembre - Hendrik Tollens, poeta olandese († 1856)
- 28 settembre - Élie Decazes, politico e nobile francese († 1860)
- 29 settembre - Antonio Mazzarosa, politico italiano († 1861)
- 30 settembre - Klementyna Czartoryska, nobile polacca († 1852)

## Ottobre(18)
- 1º ottobre - Robert Smirke, architetto inglese († 1867)
- 1º ottobre - Göran Wahlenberg, botanico e micologo svedese († 1851)
- 3 ottobre - Charles Bentinck, politico britannico († 1826)
- 4 ottobre - Giovanni Strambio, medico italiano († 1862)
- 7 ottobre - Giuseppe Girometti, incisore italiano († 1851)
- 11 ottobre - Étienne Cartier, numismatico e storico francese († 1859)
- 13 ottobre - Ferdinando Quaglia, miniatore e litografo italiano († 1853)
- 15 ottobre - Maria Amalia d'Asburgo-Lorena, nobile († 1798)
- 16 ottobre - Alessandro Grazioli, compositore e organista italiano († 1834)
- 17 ottobre - Richard Mentor Johnson, politico statunitense († 1850)
- 18 ottobre - Marianna Bondini Barilli, soprano italiano († 1813)
- 20 ottobre - Paolina Bonaparte, principessa italiana († 1825)
- 22 ottobre - John Forsyth, politico statunitense († 1841)
- 25 ottobre - Philip Hone, politico statunitense († 1851)
- 26 ottobre - Giacomo De Asarta, generale e politico italiano († 1857)
- 28 ottobre - Ernst Anschütz, compositore, insegnante e organista tedesco († 1861)
- 28 ottobre - Friedrich August Ukert, bibliotecario, geografo e umanista tedesco († 1851)
- 30 ottobre - Giuseppe Lanza, principe di Trabia, nobile, politico e archeologo italiano († 1855)

## Novembre(14)
- 2 novembre - Jacques Charles Brunet, bibliografo francese († 1867)
- 3 novembre - Victor Dourlen, compositore francese († 1864)
- 4 novembre - Philippe-Paul de Ségur, militare e storico francese († 1873)
- 5 novembre - Friedrich Kohlrausch, storico e pedagogista tedesco († 1867)
- 12 novembre - Piet Retief, generale e politico boero († 1838)
- 13 novembre - Carlo Giovanni Battista Grillo, avvocato, magistrato e politico italiano († 1852)
- 13 novembre - Ranjit Singh, sovrano pakistano († 1839)
- 14 novembre - Clemente Folchi, architetto italiano († 1868)
- 16 novembre - Ekaterina Andreevna Kolyvanova, nobildonna russa († 1851)
- 16 novembre - Francesco Strani, vescovo cattolico italiano († 1855)
- 18 novembre - Michail Petrovič Dolgorukov, generale e nobile russo († 1808)
- 22 novembre - Conradin Kreutzer, compositore, musicista e direttore d'orchestra tedesco († 1849)
- 25 novembre - Pavel Ivanovič Kutajsov, nobile e politico russo († 1840)
- 28 novembre - Karl Wilhelm Ferdinand Solger, filosofo tedesco († 1819)

## Dicembre(11)
- 1º dicembre - Bernhard Rudolph Abeken, letterato e filologo tedesco († 1866)
- 3 dicembre - Francisco Xavier de Luna Pizarro, arcivescovo, politico e avvocato peruviano († 1855)
- 5 dicembre - Alexandre Du Mège, archeologo e storico francese († 1862)
- 13 dicembre - Johann Wolfgang Döbereiner, chimico tedesco († 1849)
- 14 dicembre - Karl Vasil'evič Nessel'rode, diplomatico e politico russo († 1862)
- 26 dicembre - Mary Somerville, matematica e astronoma scozzese († 1872)
- 27 dicembre - Jean-Nicolas Huyot, architetto francese († 1840)
- 28 dicembre - Catharine Sedgwick, scrittrice statunitense († 1867)
- 28 dicembre - Innocenzo Castracane degli Antelminelli, vescovo cattolico italiano († 1848)
- 31 dicembre - Donald Mackay, ammiraglio britannico († 1850)
- 31 dicembre - Aleksandr Petrovič Obolenskij, politico russo († 1855)

## Senza giorno specificato(55)
- Giacomo Andrea Abbà, filosofo italiano († 1836)
- Johann Adam Ackermann, pittore tedesco († 1853)
- Johannes Michael Friedrich Adams, botanico russo († 1838)
- Raffaele Ala, giurista italiano († 1846)
- Asma Ibret, calligrafa turca
- Atçalı Kel Mehmet, rivoluzionario ottomano († 1830)
- Anne Bermingham, nobildonna inglese († 1876)
- Andrej Vasil'evič Bogdanovskij, generale, politico e nobile russo († 1864)
- Antonio Bosa, scultore italiano († 1845)
- Étienne Bouhot, pittore francese († 1862)
- Ludovico di Breme, scrittore e saggista italiano († 1820)
- Peter Oluf Brøndsted, archeologo danese († 1842)
- David Buchan, ufficiale e esploratore scozzese († 1838)
- Luigi Antonio Calegari, compositore italiano († 1849)
- Edmé François Chauvot de Beauchêne, anatomista, medico e chirurgo francese († 1830)
- Dingiswayo, condottiero sudafricano († 1817)
- José Cecilio del Valle, politico honduregno († 1834)
- Eugenio II di Costantinopoli, arcivescovo ortodosso greco († 1822)
- Domenico Figini, politico italiano († 1849)
- Domenico Fois, giurista, politico e avvocato italiano († 1871)
- Guglielmo Forest, politico italiano († 1875)
- Alexandre-Évariste Fragonard, pittore e scultore francese († 1850)
- Angelo Antonio Frari, medico e epidemiologo italiano († 1865)
- Bernard Gaillot, pittore francese († 1847)
- Giovanni Galzerani, coreografo, ballerino e compositore italiano († 1865)
- Matvej Matveevič Gedenštrom, esploratore e scrittore russo († 1845)
- Jernej Kopitar, filologo sloveno († 1844)
- Li Zhijian, artista marziale cinese († 1870)
- Giorgio Libri-Bagnano, giornalista italiano († 1836)
- Carlo Giuseppe Londonio, storico, economista e letterato italiano († 1845)
- Samson Jakovlevič Makincev, generale († 1849)
- John e Joseph Manton, artigiano britannico († 1834)
- Marietta Marcolini, contralto italiano († 1855)
- Giuseppe Mayno, brigante italiano († 1806)
- Mehmed Emin Rauf Pascià, politico ottomano († 1859)
- James Justinian Morier, scrittore e diplomatico britannico († 1849)
- Vecchio Gufo, condottiero nativo americano († 1849)
- Flora Mure-Campbell, marchesa di Hastings, nobildonna scozzese († 1840)
- Luigi Mussi, tipografo, editore e politico italiano († 1857)
- Vasilij Trofimovič Narežnyj, scrittore e drammaturgo russo († 1825)
- Occhi Assonnati, condottiero nativo americano († 1860)
- Uomo Dedito-all'Amore, condottiero nativo americano († 1852)
- Antonio Pasquali, scultore italiano († 1847)
- Antonio Pinto Soares, politico costaricano († 1865)
- Vera Petrovna Protasova, nobildonna russa († 1814)
- Reshid Mehmed Pascià, militare e politico ottomano († 1839)
- Giuseppe Rotella, brigante italiano († 1810)
- Jakov Sannikov, mercante e esploratore russo († 1812)
- Massimiliano Spinola, entomologo italiano († 1857)
- Esther Stanhope, viaggiatrice e avventuriera britannica († 1839)
- John Tanner, romanziere statunitense († 1846)
- Robert Torrens, funzionario britannico († 1864)
- Pietro Ugo, marchese delle Favare, nobile, militare e politico italiano († 1847)
- Tudor Vladimirescu, rivoluzionario rumeno († 1821)
- Fulgencio Yegros, militare e politico paraguaiano († 1821)